# صورت‌چرمی (فیلم ۲۰۱۷)
صورت‌چرمی (به‌انگلیسی: Leatherface) یک فیلم ترسناک آمریکایی محصول سال ۲۰۱۷ به کارگردانی جولین موری و الکساندر بوستیلو، نویسندگی ست ام. شروود با بازی استیون درف، ونسا گراس، سم اسرایک و لیلی تیلور است. این هشتمین قسمت از مجموعه فیلم‌های کشتار با اره‌برقی در تگزاس (فرنچایز) است و به عنوان پیش‌درآمدی برای کشتار با اره‌برقی در تگزاس (۱۹۷۴) و اره‌برقی تگزاس سه‌بعدی (۲۰۱۳) محسوب می‌شود و منشأ شخصیت اصلی فیلم را توضیح می‌دهد.
فیلم‌برداری در بلغارستان در ماه مه و ژوئن ۲۰۱۵ آغاز شد و مکان‌ها و دکورها به دلیل شباهتشان به زمین تگزاس و ادای احترام به فیلم‌های قبلی این مجموعه انتخاب شدند. این فیلم نقدهای متفاوتی از سوی منتقدان فیلم داشت و ۱٫۴۷۶٫۸۴۳ دلار در سراسر جهان فروش کرد. 

## بازخوردها

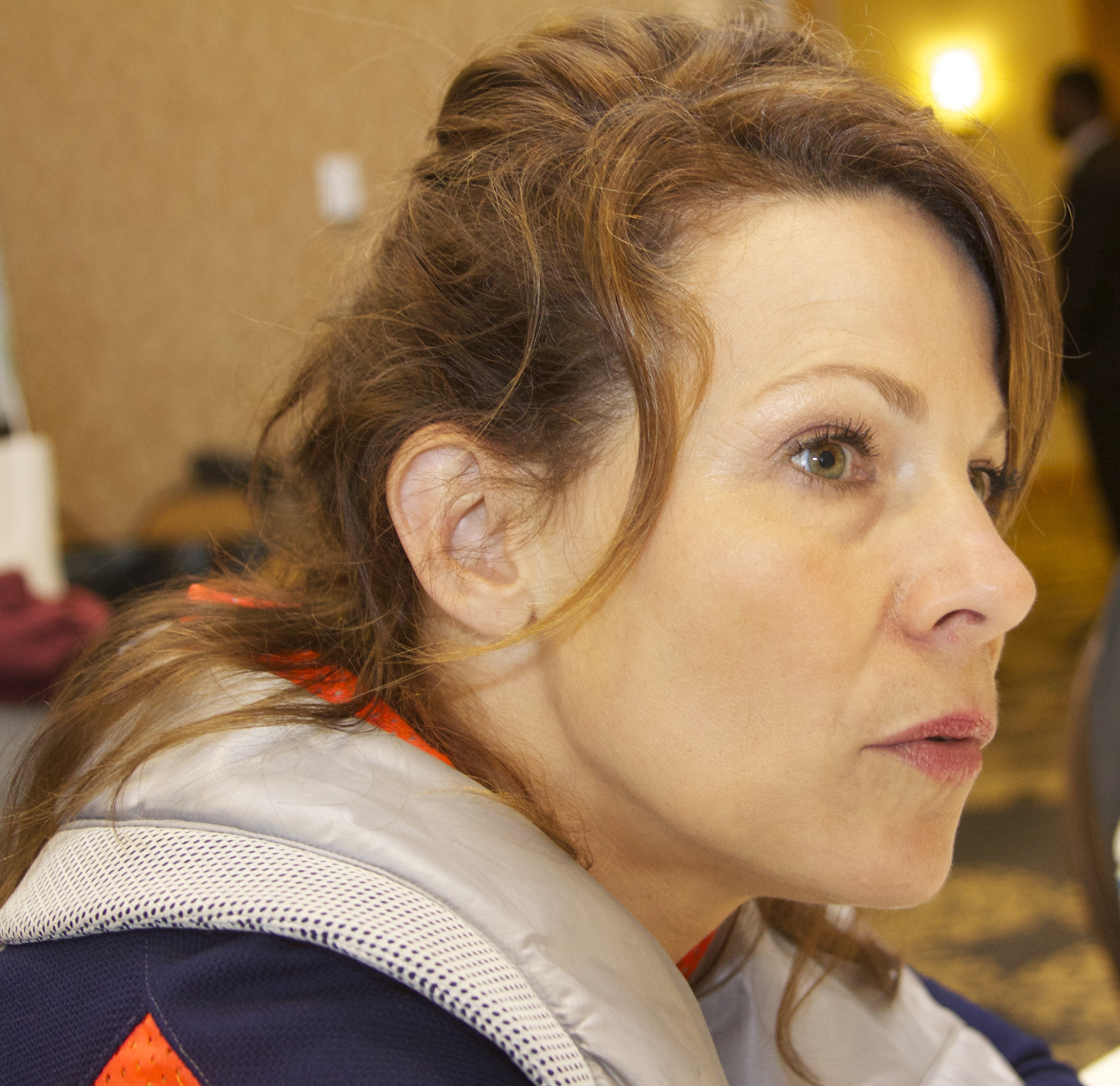
تصویری از لیلی تیلور - صورت‌چرمی (فیلم ۲۰۱۷)

در متاکریتیک، که به نقدها امتیاز نرمال‌شده‌ای می‌دهد، فیلم بر اساس رای ۱۲ منتقد، میانگین وزنی امتیاز ۴۰ از ۱۰۰ را دارد که نشان‌دهنده «نقدهای مختلط یا متوسط» است.